# Piero Cerato

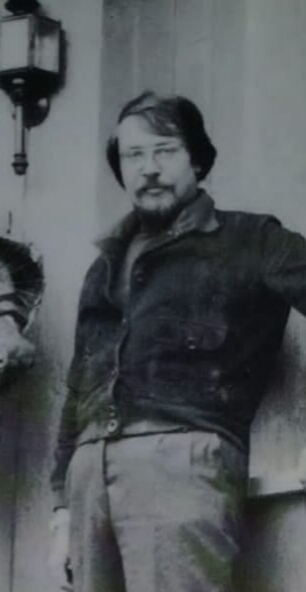
Piero Cerato

Pietro Cerato, noto anche con lo pseudonimo di Piero (Torino, 27 aprile 1946 – Torino, 12 ottobre 2011), è stato un ceramista italiano.

## Biografia

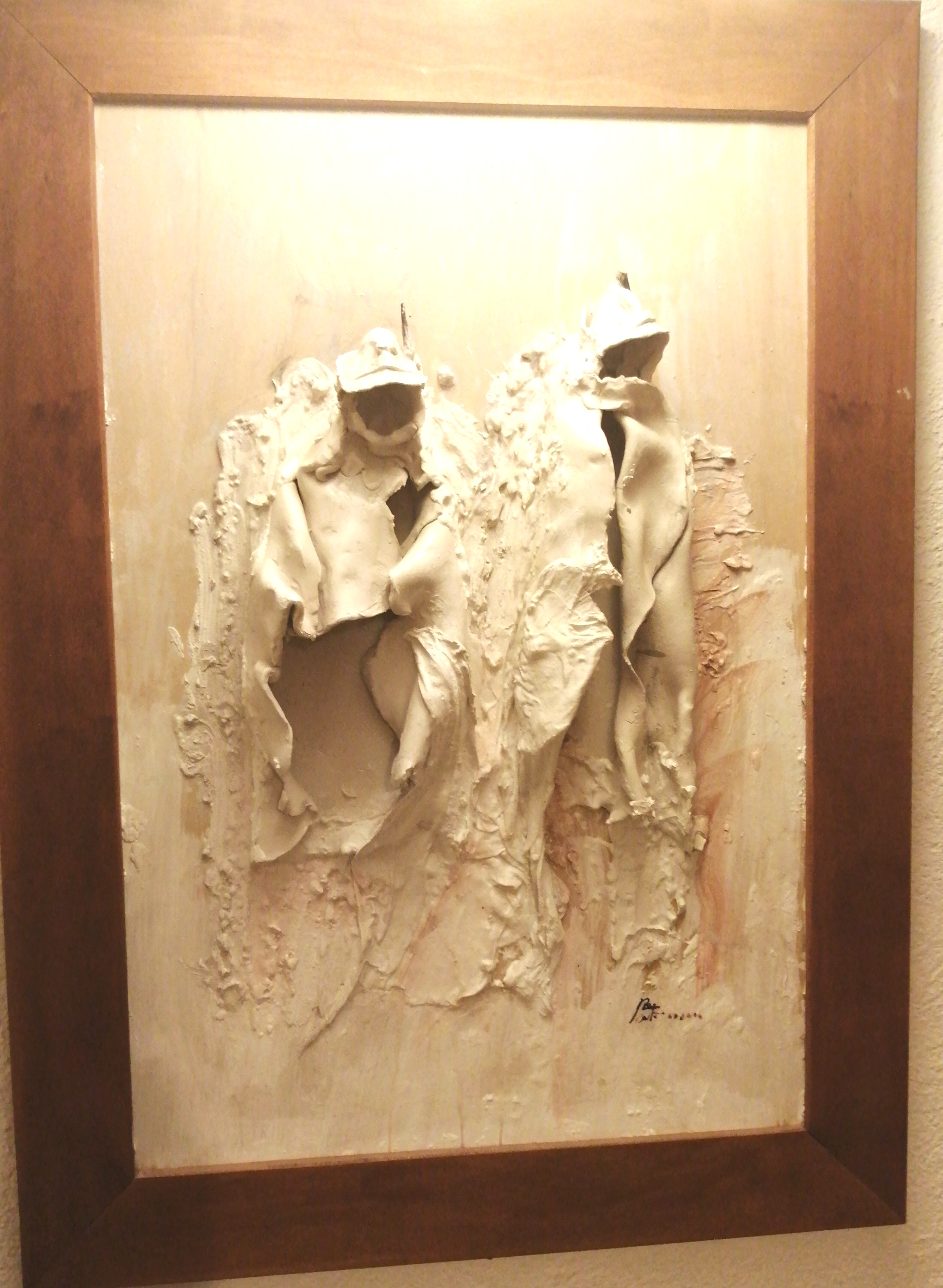
Alpini nella tormenta, Briançon, Collezione Privata

Nasce a Torino nel 1946, dove vive e lavora per l’intera esistenza sino alla morte, in particolare a partire dagli anni 70 creerà nel suo studio-laboratorio di via Principe d’Acaja, la sua opera spazierà dalla pittura alla scultura e in particolare alla ceramica.
Dopo studi inerenti alla pittura, diviene allievo e collaboratore dello zio materno Pietro(Piero) Martina, tra i più attivi pittori ed insegnati d'arte subalpini a cavallo della seconda guerra mondiale. Inizia così per Cerato il percorso artistico-creativo sino ad intraprendere studi e sperimentazioni plastiche con ceramica e metalli(bronzo e rame in primis).

## Percorso artistico
L’astrattismo delle sue opere modellate a impronta correlate ad un approccio materico-realistico nella ripetizione dei suoi soggetti ricorrenti (cavalieri medievali e guerrieri pellerossa, artisti circensi e Alpini) lo portano ad un rapido interesse da parte di critica e pubblico per il suo "surrealismo sognate[...]quel figurativo che tende sempre più all'essenziale", esordisce infatti giovanissimo nel 1970 con una mostra personale allestita nelle sale dell'Istituto San paolo di Torino. Le sue opere risultano svuotate ridotte a sagome cave,[....] un drammatico modo per scompaginare la forma ed esaltare lo spirito.

## L'arte sacra

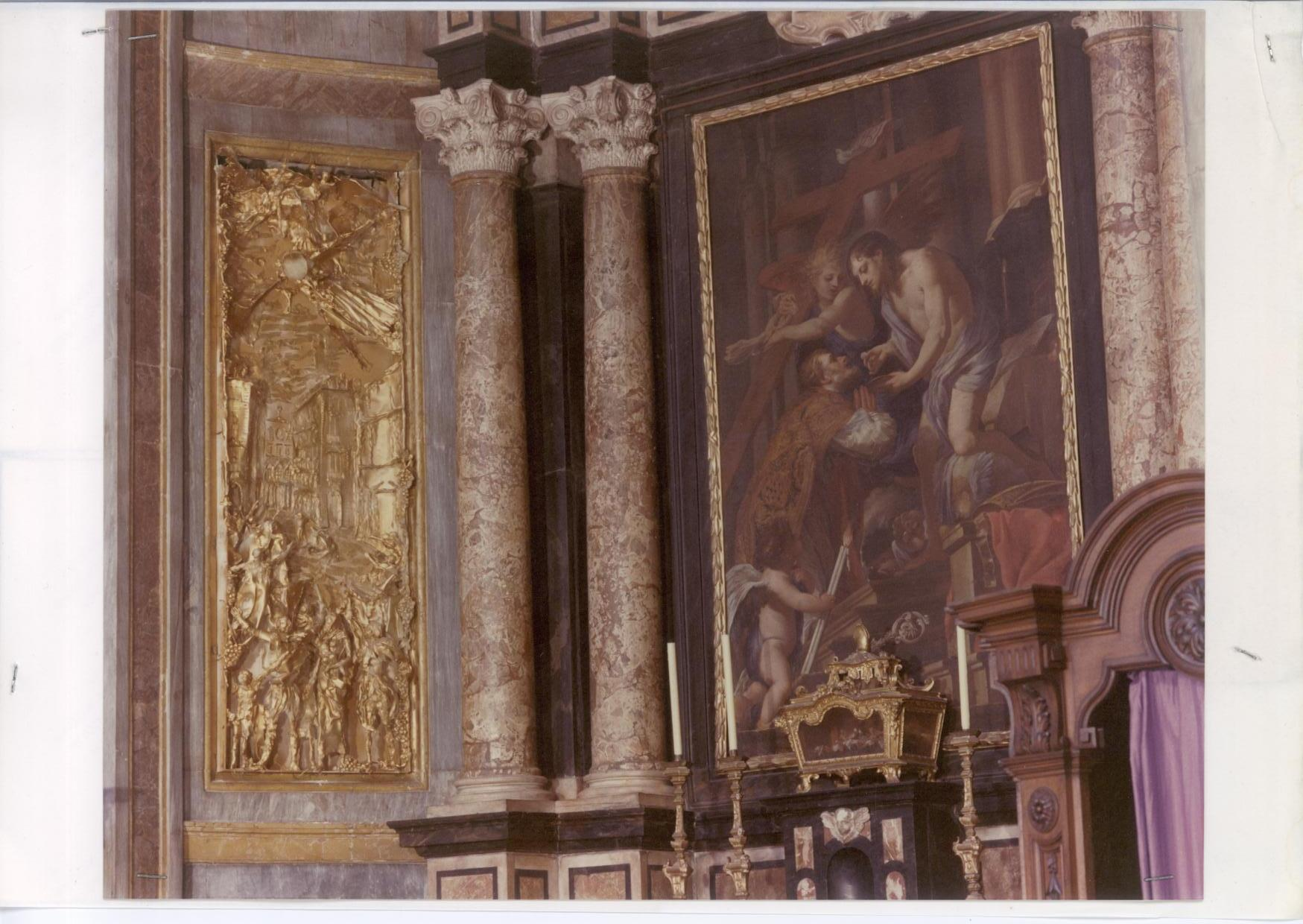
Pannelli a bassorilievo nel duomo di Torino

Un capitolo a parte merita poi l'arte sacra che in Cerato si concretizza oltre alle opere "istituzionali" tra cui gli stimati pannelli-scultura a cera dell'altare di S.Onorato di Amiens nel duomo di Torino del 1978, i suoi crocifissi "scarnificati",ma anche nei suoi identificativi ed apprezzati presepi alcuni dei quali in esposizione permanente in molti luoghi sacri.

## Esposizioni
Tra le innumerevoli esposizioni personali oltre la già citata prima dell'Istituto S.Paolo certamente da ricordare l'esposizione del settembre 1977 al centro studi di Bruxell, oltre ad esporre in molte collettive di ceramica a Castellamonte e ad alcune edizioni delle Biennali di Arte Sacra di Roma, Bologna e Milano.Tra le esposizioni personali forse la più riconosciuta e stupefacente per critica fu la monotematica sulle scacchiere alla galleria dell'Accademia del 1981-82 (Difficile correre dietro alle invenzioni di Cerato[...] Ecco un'altra invenzione, le scacchiere, un mondo fantastico di re,regine,alfieri,cavalli e torri e soldati[...] Un Cerato fantastico!),Nel 2006 la città di Asiago realizza la rassegna “Omaggio a Piero Cerato e Ugo Nespolo”, con oltre 50 opere dei due artisti a confronto